# آق قويونلو
آق قويونلو (بالتركية: Akkoyunlular)، أو قبيلة «أصحاب الأغنام البيضاء»، قبيلة تركمانية وبطن من بطون «قبيلة بايندير» التركمانية (بالتركية: Bayındır boyu)، حكمت في شرق الأناضول، أذربيجان، فارس، العراق أفغانستان وتركستان ما بين 1467-1502م،  وفي عام 1469م استطاعت القضاء على دولة قره قويونلو (بالتركية: Karakoyunlu Devleti) ومعناها: «أصحاب الأغنام السوداء» من المنطقة.

## الموقع الجغرافي
المقر: آمد ثم تبريز منذ 1468 م.

## أصل التسمية
ينتمي الآق قويونلو إلى الأتراك الغزّ (الأوغوز)، تسموا باسم شعار دولتهم الأغنام البيضاء، ويرجع أصل التسمية إلى بعض العادات القديمة والتي أضفت طابعا مُهماً على هذا الحيوان (الخروف).
في اللغة التركية:
- كلمة «آق Ak» معناها: أبيض.
- كلمة «قويون koyun» معناها: غنم ضأن.
- كلمة «لو lu» لاحقة تفيد معنى: صاحب أو «ذو».
- كلمة «لار lar» لاحقة تُفيد الجمع، فتصبح: «أصحاب» أو «ذوو».

وبذلك يكون معنى اسم القبيلة: ذوو الأغنام البيضاء، أو: أصحاب الأغنام البيضاء.

## التاريخ
بدأت القبيلة منذ 1340م في شن حملات منظمة ضد بيزنطة كان هدفها الأول السلب. ثم توسع الأمر ليشمل سورية والعراق. تمكنت بعدها من الاستيلاء على منطقة ديار بكر وآمد. كما عقدت الأسرة مصاهرة مع حكام إمارة طرابزون والذين أصبحوا أباطرة بعدها. أول حكامهم كان «قره يولوق عثمان بك» (1389-1435م) (بالتركية: Kara Yulük Osman Bey) والذي عينه تيمورلنك حاكماً من قبله على ديار بكر وما حولها عام 1402م. بعد سنة 1435م. بدأ التنافس بين هذه القبيلة وقبيلة الخرفان السود (قره قويونلو) وفقدت الأولى العديد من مناطق نفوذها لصالح الثانية.
بلغت الدولة أوجها في عهد أوزون حسن (الطويل) (1453-1478م) الذي استطاع القضاء على دولة الخرفان السود بعد هزيمة أميرهم جهانشاه سنة 1467، ثم هزيمته لحاكم التيموريين، أبو سعيد ميرزا، في معركة قرە باغ عام 1469م. قام بعدها بالإستيلاء على بغداد والزحف شرقاً حتى خراسان. أقنعه سفير البنادقة بمهاجمة العثمانيين، فواجههم في أرزنجان عام 1471م وزحف منتصراً لغاية «أق شهر» الواقعة في محافظة قونية الحالية، إلا أنه هزم أمام محمد الفاتح في معركة أوتلق بلي سنة 1473.
عاشت الدولة أفضل فتراتها أثناء حكم حسن أوزون ثم ابنه يعقوب (1478-1490م) من بعده، بعد سنة 1490م بدأ الصراع مع الصفويين الذين استطاعوا أن يُجلوا الخرفان البيض عن تبريز سنة 1501م. بدأت بعد ذلك مرحلة الانحلال. استقر آخر الحكام في ماردين حتى 1507م.

## قائمة السلاطين
|    | الحاكم                       | الحياة    | الحكم     |
| 1  | فخر الدين قره يولوق عثمان بك | ....-.... | 1402-1435 |
| 2  | جلال الدين علي بن عثمان      | ....-1438 | 1435-1438 |
| 3  | نور الدين حمزة بن عثمان      | ....-1444 | 1438-1444 |
| 4  | معز الدين جهنشير             | ....-.... | 1444-1457 |
| 5  | أوزون حسن بن علي             | ....-.... | 1457-1478 |
| 6  | سلطان خليل                   | ....-.... | 1478-1478 |
| 7  | يعقوب بن حسن                 | ....-.... | 1478-1490 |
| 8  | بأي سنقر                     | ....-.... | 1490-1493 |
| 9  | رستم                         | ....-.... | 1493-1497 |
| 10 | أحمد كفده                    | ....-.... | 1497-1497 |
| 11 | علوند                        | ....-.... | 1497-1502 |

## معرض الصور

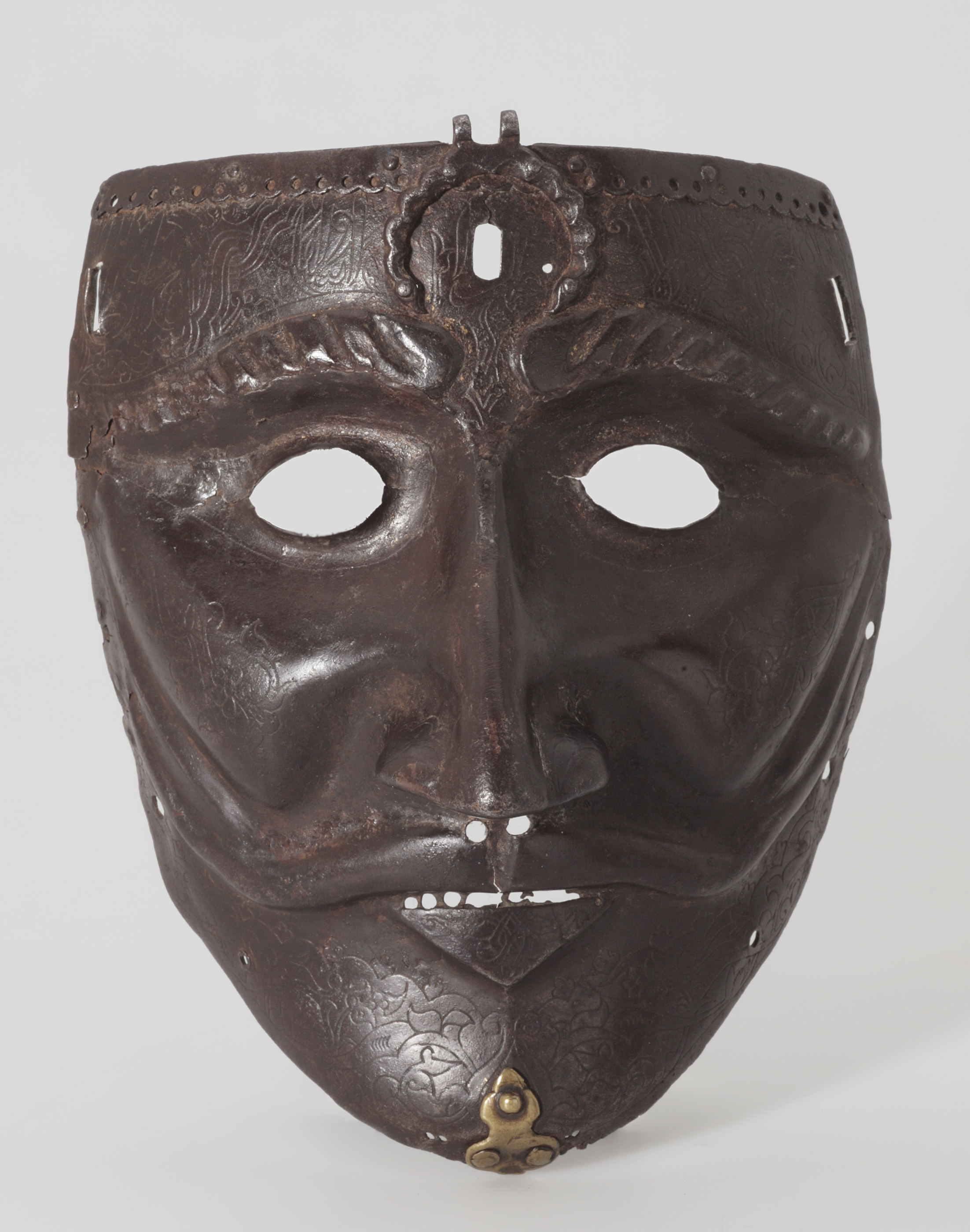
قناع حرب يُنسب إلى الفترة المتأخرة من عصر الخرفان البيض.

## المصدر
- [Islam: Kunst und Architektur]
- الآق قويونلو